# 雙峰 (亞利桑那州納瓦霍縣)
雙峰（英語：Twin Buttes）是位於美國亞利桑那州納瓦霍縣的一個非建制地區。該地的面積和人口皆未知。

## 地理
雙峰的座標為35°26′07″N 109°54′14″W / 35.43528°N 109.90389°W，而該地的平均海拔高度為1766米（即5794英尺）。